# Международные учебные заведения в Азербайджане
Деятельность на ступени общего образования осуществляется в соответствии с требованиями Конституции Азербайджанской Республики, Закона «об Образовании» Азербайджанской Республики, соответствующих приказов, решений и распоряжений, Положения о Министерстве Образования Азербайджанской Республики и других нормативных актов.
В общеобразовательных школах Азербайджанской Республики обучение ведется на азербайджанском, русском и английском языках.

## Международные школы

### Бакинская Оксфордская школа
Бакинская Оксфордская школа учреждена в 1998 году. В 2001 году первые два студента окончили Бакинскую Оксфордскую школу. В 2003 году школа получила статус Кембриджского международного центра. В 2009 году был открыт филиал Бакинской Оксфордской школы в Шемкире. В 2015 году школа стала членом Европейского совета международных школ (ECIS). 
Обучение в школе проводится по Кембриджской международной программе. Обучение ведётся на английском языке, но также на родном уровне поддерживаются азербайджанский и русский языки.
Прием в школу осуществляется для детей с 5 лет. При школе существует художественная студия. Лицам, желающим получить Британский Аттестат о среднем образовании не покидая пределов Азербайджана, школа предлагает 2-х годичную программу для студентов от 14 лет и старше, проводимую совместно с Британским Советом по образованию в Азербайджане. 
Школа имеет право выдавать Кембриджский международный сертификат.
При школе создана программа подготовки студентов для поступления в университеты Великобритании и других стран.

### ВМТК (Образовательный Комплекс Баку Модерн)
ВМТК (Образовательный Комплекс Баку Модерн) начал функционировать в сентябре 2012 года как ВММ (Школа Баку Модерн). Сегодня BMM, завоевавшая доверие учеников и родителей, превратилась в лидирующий в республике огромный комплекс. Основной задачей ВМТК является интеграция в европейскую систему образования, путем организации учебного процесса на основе современных технологий, отвечающих международным стандартам современного образования.
В комплексе созданы все условия для формирования необходимых для молодого поколения XXI века умений и навыков, важных для получения образования на протяжении всей жизни, для выявления интеллектуального и творческого потенциала одаренных детей. Комплекс включает Международную школу, аккредитованную ASC WASC. С начала своей деятельности Баку Модерн одной из своих приоритетных задач считает последние обновления и постоянное развитие. Например, признанный в мире наиболее успешными международными школами и внедрённый в нашей школе метод обучения «Common Core State Standards». Этот метод является наиболее приемлемым методом для формирования и развития критического мышления учащихся. Новые образовательные подходы процесса обучения, их построение на основе методов и технологий будущего позволят детям с самого раннего возраста познакомиться с современными профессиональными навыками, чтобы стать хорошим специалистом.

### Бакинский лицей Ататюрка
Бакинский лицей Ататюрка начал свою деятельность в составе школы № 8 1 сентября 1992 года по указы Кабинета Министров от 31 августа 1992 года на основе сотрудничества Азербайджанского и Турецкого Министерств Образования. После ремонта школы № 133 с 1 июля 1993 года продолжил свою деятельность в ее составе. 

### Бакинский Европейский Лицей
Бакинский Европейский Лицей — это государственная школа для детей, функционирующая с 1991 года. Учреждение находится в ведении Министерства Образования Азербайджана. Научно-методическое руководство Европейского Лицея ведется со стороны Республиканского Научно-Практического Центра «Инкишаф» при Бакинском Государственном Университете. 
В учреждении также ведутся такие внешкольные занятия как, шахматы, волейбол, баскетбол и настольный теннис.

### Бакинский французский лицей
Бакинский французский лицей создан для обучения на французском языке франкоязычных иностранных граждан, временно или постоянно проживающих в Азербайджане и азербайджанских граждан.
В марте 2011 года между Фондом Гейдара Алиева, посольством Франции в Азербайджане, Государственной нефтяной компанией Азербайджанской Республики и Министерством образования была подписана Декларация намерений о строительстве в Баку французского лицея, а в октябре того же года при участии президентов Азербайджана и Франции был заложен фундамент лицея. 12 сентября 2014 года прошло открытие лицея.
Обучение в лицее построено на основании классического французского учебного плана, применяемого в 12-летнем общеобразовательном учреждении, начиная с детского сада. Учебная программа, в соответствии с требованиями национальной системы образования Франции, ведется на французском языке. Аттестат, который будет выдаваться учащимся, будет соответствовать стандартам и требованиям Министерства национального образования Франции и признаваться министерством. Выпускники лицея в соответствии со своим выбором получат возможность продолжить образование в любом высшем учебном заведении Франции.

### Азербайджанская Европейская школа (EAS)
Азербайджанская Европейская школа — частная совместная образовательная школа, основанная в 2011 году Европейским азербайджанским обществом (TEAS), зарегистрированной в Великобритании общеевропейской организацией с представительствами в Азербайджане, Бельгии, Франции, Германии и Великобритании. Школа находится в ведении Министерства Образования Азербайджанской Республики. Предлагает специальные международные программы. К ним относятся Программа начальных лет Международного бакалавриата (IB), Кембриджские международные экзамены (CIE) и Программа дипломов IB. В 2012 году в школе было 95 учеников, количество которых возросло до 700 в 2021 году. 
Включает в себя программу для ранних лет (возраст 4 и 5 лет) в дополнение к своей программе 1-11 классов.
Большинство студентов являются гражданами Азербайджана, при этом в школе также получают образование ученики других национальностей. Преподавательский состав состоит из азербайджанских педагогов и иностранных учителей.

### Бакинская Международная Школа
Бакинская Международная Школа была создана Quality Schools International (QSI) в 1994 году как частное некоммерческое образовательное учреждение, которое предлагает дошкольную, начальную, среднюю школу и среднюю программу, ведущую к выпускной.

### Международная школа Азербайджана (TISA)
Международная школа Азербайджана (TISA) открылась в сентябре 1996 года. В этой школе больше 610 учеников 50 национальностей получают образование, из которых 24 % из Великобритании, 17 % — США и 13 % — Азербайджана. Является всемирной школой IB и аккредитована Советом международных школ и членом Ассоциации школ Центральной и Восточной Европы (CEESA).
С сентября 1998 года школа начала функционировать как отдел в AIOC, а затем в BP-Amoco (сейчас BP). В период с 1999 по 2001 год TISA провела интенсивный период разработки учебных программ и получила разрешение от Международной организации бакалавриата (IBO) по каждой из трех международных программ бакалавриата: Программа начальных лет (PYP), Программа средних лет (MYP) и Дипломная программа (DP). В 2003 году TISA была аккредитована Советом международных школ.

### Общеобразовательный Центр «XXI век»
Международный образовательный и инновационный центр XXI века был основан в 2001 году. Учебный центр работает 5 дней в неделю с 8:45 до 18:00. Он состоит из детских садов, подготовительных, начальных и средних школ (возраст 3-17 лет). Обучение в Центре осуществляется на трех языках: азербайджанском, русском и английском.
Есть 15 специальных курсов и занятий после школы. Начиная с 5 класса студенты посещают дополнительные курсы иностранных языков по своему выбору: французский, немецкий или испанский. С 2008 года Центр предоставляет программы Кембриджской международной основной программы (CIPP) и Международного сертификата среднего образования (IGCSE). Существует также Кембриджский международный экзаменационный центр.

### Школа Dünya
Школа Dunya была основана в 1998 году в Азербайджане профессором Гамлетом Исаханлы в рамках Хазарского университета с целью обучения дошкольников и школьников 3-17 лет. Всемирная школа IB аккредитована Министерством образования Азербайджана и Международной организацией бакалавриата (IBO). В 2012-2013 учебном году Школа получила титул «Лучшая школа года».
Обучение проводится на трёх языках: азербайджанский, русский и английский. Выпускники, получившие диплом IB, имеют возможность получить прямой доступ ко многим признанным во всем мире университетам. . В школе также работает курс SAT и центр тестирования SAT, чтобы выпускники могли поступать в американские университеты.

### Бакинский-Турецкий Анатолийский Лицей
Лицей открыт 24 января 1994 года в результате договора подписанного между Министерствами Образований Турции и Азербайджана 28 февраля 1992 года.

### Британская школа в Баку
Британская школа в Баку (British School in Baku) является членом COBIS (Совета британских международных школ) и Совета международных школ. Это единственная британская школа в Азербайджане, которая признана Департаментом образования Соединенного Королевства. Британская школа в Баку состоит из двух направлений: международного и британского. Учебные программы и условия в обоих направлениях одинаковы.
С 2007 года функционирует средняя школа инноваций «BSB». Школа работает с лицензией Министерства образования Азербайджанской Республики. В то же время он получил статус Кембриджского регионального экзаменационного центра, а также был официально зарегистрирован в QCA (Квалификационная и учебная ассоциация в Великобритании). В дополнение к английскому национальному учебному плану азербайджанский язык, литература, история и география преподаются преподавателями азербайджанского отделения на азербайджанском или русском языках. 

## Международное сотрудничество
Деятельность отдела международного сотрудничества основывается на Закон Азербайджанской Республики об Образовании, на Устав Азербайджанской Республики о Министерстве Образования, на Устав «Об отправлении граждан Азербайджанской Республики за рубеж для получения образования и получение гражданами зарубежных стран образования в учебных заведениях Азербайджана» и другие нормативно-правовые акты.
Отдел международного сотрудничества совместно с другими структурными организациями Министерства и учебными заведениями функционирует в таких сферах как общее среднее образование, высшее и среднее специализированного образование, а также определяет основные направления международного сотрудничества в сфере научной деятельности высших школ, следит за их исполнением, осуществляет регулирование и исполнение всех вопросов и задач, связанных с «Обучением граждан Азербайджанской Республики в зарубежных странах за государственный счет (в рамках Государственной Программы по обучению азербайджанской молодежи за рубежом в 2007—2015 годах» и межправительственных контрактов)" и обучением иностранцев в учебных заведениях Азербайджана.

### Обучение иностранных граждан в Азербайджане
Обучение иностранных граждан в высших учебных заведениях Азербайджанской Республики регулируется «Правилами обучения граждан Азербайджанской Республики в зарубежных странах, иностранцев и лиц, не являющихся гражданами в Азербайджанской Республике», утвержденных Решением № 125 Кабинета Министров Азербайджанской Республики от 1 мая 2015 года.
Большинство иностранных студентов, получающих образование в нашей стране, являются гражданами Турции, Ирана, Грузии, России, Китайской Народной Республики. Наряду с этим, граждане Соединенных Штатов Америки, Норвегии, Индии и других мировых государств обучаются на различных ступенях и уровнях образования в нашей стране. В число высших учебных заведений, которым иностранные студенты отдают предпочтение, входят такие вузы как Азербайджанский Медицинский Университет, Азербайджанский Университет Архитектуры и Строительства, Азербайджанский Государственный Университет Нефти и Промышленности, Азербайджанский Государственный Экономический Университет, Азербайджанский Государственный Педагогический Университет.
Иностранные граждане имеют право на получение образования на всех ступенях и уровнях образования в образовательных учреждениях Азербайджанской Республики, а также в научных исследовательских центрах на ступени докторантуры высшего образования и клинических базах на уровне резидентуры медицинского образования. Небольшая часть иностранцев могут получить образование за государственный счет только на основе соответствующего межправительственного соглашения, а большинство — на платных основах в соответствии с контрактами, подписанными между высшими учебными заведениями.